# Little Miss Marker (pel·lícula de 1934)
Little Miss Marker (també coneguda com The Girl in Pawn) és una pel·lícula de comèdia dramàtica estatunidenca de 1934 dirigida per Alexander Hall. Va ser escrit per William R. Lipman, Sam Hellman i Gladys Lehman després d'un relat homònim de 1932 de Damon Runyon. És protagonitzada per Shirley Temple, Adolphe Menjou i Dorothy Dell en una història sobre una nena donada com a garantia a uns gàngsters.
Va ser el primer paper protagonista de Temple en una pel·lícula important i va ser crucial per establir-la com una estrella de cinema. Va ser inclosa al National Film Registry per la Biblioteca del Congrés el 1998 i ha estat versionada diverses vegades.

## Argument
La pel·lícula explica la història de "Marky", el pare de la qual la lliura a una organització de jocs d'atzar, dirigida per uns gàngsters, com a "fitxa" per a una aposta. Quan ell perd la seva aposta i se suïcida, els gàngsters es queden amb la nena. Decideixen mantenir-la temporalment i utilitzar-la per ajudar a aconseguir una de les seves curses trucades, nomenant-la com la propietària del cavall que s'utilitzarà a la carrera.

## Repartiment
- Shirley Temple com Marthy "Marky" Jane
- Adolphe Menjou com Sorrowful Jones
- Dorothy Dell com Bangles Carson
- Charles Bickford com Big Steve Halloway
- Lynne Overman com Regret
- Warren Hymer com Sore Toe
- Sam Hardy com Benny the Gouge
- John Kelly com Canvas Back
- Willie Best com Dizzy Memphis
- Frank McGlynn Sr. com Doc Chesley
- John Sheehan com Sun Rise
- Frank Conroy com Dr. Ingalls

## Producció
Temple, que prèviament havia fet una audició per al paper de Marky abans de firmar el seu contracte amb Fox, no va poder obtenir el paper. Posteriorment va ser cedida a Paramount per la Fox gràcies en gran part a les maniobres de la seva mare Gertrude. La seva mare, reconeixent el potencial del paper, va organitzar una reunió secreta i una segona audició amb el director Alexander Hall. Aquesta segona audició va tenir èxit i Shirley Temple va ser cedida a Paramount per 1.000 dòlars setmanals. Temple i Dell van entaular una estreta amistat mentre filmaven la pel·lícula. L'escena en què Temple es nega a menjar i utilitza un llenguatge groller es va haver de refer, ja que Dell no va poder contenir el seu riure a la primera presa. Aquesta seria l'última pel·lícula completada de Dell de la seva curta carrera. Temple es va prendre la mort de Dell molt durament.

## Recepció
La pel·lícula va ser considerada un èxit a taquilla. Com a resultat, Paramount va oferir a Fox 50.000 dòlars pel contracte de Temple, però l'oferta va ser rebutjada.

## Reconeixement
El 1998, Little Miss Marker va ser seleccionada per a la seva conservació al National Film Registry dels Estats Units per la Biblioteca del Congrés com a "important cultural, històricament o estèticament".

## Noves versions
La pel·lícula va ser reversionada com Little Big Shot (1935), Sorrowful Jones (1949) amb Bob Hope i Lucille Ball i de nou com Little Miss Marker (1980) amb Walter Matthau, Julie Andrews, Tony Curtis, Bob Newhart i Lee Grant. Una altra versió va ser 40 Pounds of Trouble (1962), protagonitzada per Tony Curtis com a gerent de casino que es queda amb una nena de vuit anys.

## Musical escènic
Scott Ellis i David Thompson estan treballant en una adaptació musical de la pel·lícula amb cançons de Harold Arlen. [1]